# Alexandros II của Macedonia
Alexandros II(chữ Hy Lạp: Ἀλέξανδρος Β) là vua của Macedonia từ năm 370-368 TCN.
Là con cả trong ba người con trai của Amyntas II và Eurydike, có được sự ủng hộ của đa số quần thần, tuy nhiên Alexandros vẫn hãy còn rất trẻ khi lên kế vị sau cái chết của cha ông. Gần như ngay lập tức, vị vua trẻ Alexandros phải đối mặt với các kẻ thù đang tiếp tục tiến hành chiến tranh chống lại Macedonia như cuộc xâm lược của người Illyria từ tây bắc và cuộc tấn công từ phía đông của kẻ đòi ngôi Pausanias. Pausanias nhanh chóng chiếm được một số thành phố và đe dọa Thái hậu mẹ vua, người mà sống ở Pella cùng với những người con nhỏ của mình. Alexandros đánh bại kẻ thù của ông với sự trợ giúp của Iphicrates vị tướng của Athen, người đã đưa hạm đội tới dọc bờ biển Macedonia trước khi tái chiếm lại Amphipolis.
Theo yêu cầu của Aleuadae, Alexandros đã can thiệp vào một cuộc nội chiến ở Thessaly. Ông đã thành công trong việc giành quyền kiểm soát của Larissa và nhiều thành phố khác, nhưng đã thất hứa khi đã không đặt một đơn vị đồn trú ở chỗ họ. Điều này gây phản ứng thù địch từ Thebes, một đối thủ có sức mạnh quân sự hàng đầu tại Hy Lạp vào thời gian đó. Tướng Pelopidas người Thebes sau đó đã đuổi người Macedonia ra khỏi Thessaly. Pelopidas sau đó đã cô lập Alexandros bằng việc giúp đỡ anh rể của Alexandros là Ptolemaios của Aloros và buộc Alexandros từ bỏ liên minh với người Athen theo yêu cầu của Thebes. Là một phần của liên minh mới này, Alexandros đã buộc phải giao nộp vài người làm con tin, trong đó có Philippos em trai của ông.
Alexandros đã bị ám sát trong một lễ hội bởi sự náo loạn gây ra bởi Ptolemaios. Mặc dù em trai ông Perdiccas III đã trở thành vị vua kế tiếp, nhưng ông còn quá nhỏ tuổi và Ptolemaios được bổ nhiệm làm nhiếp chính.